# Municipio de Mineral (Illinois)
El municipio de Mineral (en inglés: Mineral Township) es un municipio ubicado en el condado de Bureau en el estado estadounidense de Illinois. En el año 2010 tenía una población de 484 habitantes y una densidad poblacional de 5,18 personas por km².

## Geografía
El municipio de Mineral se encuentra ubicado en las coordenadas 41°22′7″N 89°47′42″O / 41.36861, -89.79500. Según la Oficina del Censo de los Estados Unidos, el municipio tiene una superficie total de 93.49 km², de la cual 93,13 km² corresponden a tierra firme y (0,38 %) 0,36 km² es agua.

## Demografía
Según el censo de 2010, había 484 personas residiendo en el municipio de Mineral. La densidad de población era de 5,18 hab./km². De los 484 habitantes, el municipio de Mineral estaba compuesto por el 98,14 % blancos, el 0,21 % eran asiáticos, el 0,83 % eran de otras razas y el 0,83 % eran de una mezcla de razas. Del total de la población el 1,24 % eran hispanos o latinos de cualquier raza.